# Etchelyar
Etchelyar är en ort i Azerbajdzjan.   Den ligger i distriktet Sabirabad Rayonu, i den sydöstra delen av landet, 110 km väster om huvudstaden Baku. Antalet invånare är 1 210.
Terrängen runt Etchelyar är mycket platt. Närmaste större samhälle är Sabirabad, 17,0 km väster om Etchelyar.
Trakten runt Etchelyar består till största delen av jordbruksmark. Runt Etchelyar är det ganska tätbefolkat, med 80 invånare per kvadratkilometer.